# هلن هلوی
 هلن هلوی (انگلیسی: Helen Hellwig؛ ۱۸۷۴-۰۳ – ۲۶ نوامبر ۱۹۶۰) یک تنیس‌باز اهل ایالات متحده آمریکا بود.